# Хорн
Вижте пояснителната страница за други значения на Хорн.
Хорн (на нидерландски: Hoorn) е град и община в Нидерландия, основан е през 716 г. Получава статут на град през 1357 г. Разположен в провинция Северна Холандия.
Населението на общината наброява 72 806 жители (по приблизителна оценка от януари 2018 г.).
Известен като родно място на знаменития мореплавател Вилем Схаутен, който назовава в негова чест най-южната точка на Южна Америка – Нос Хорн.